# Amtsgericht Siegburg

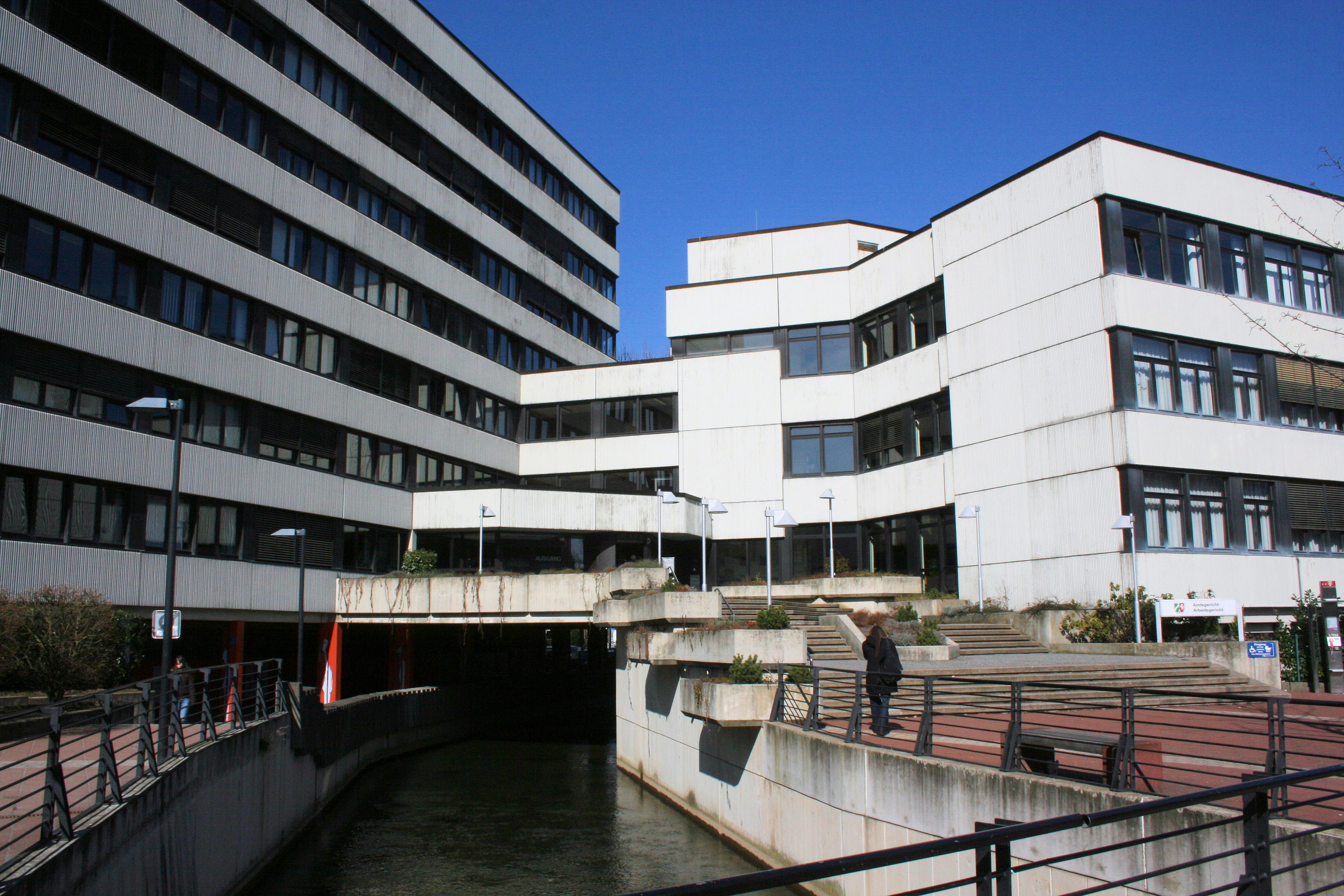
Das Amtsgericht mit dem durchlaufenden Siegburger Mühlengraben

Siegburg ist Sitz des Amtsgerichts Siegburg, das für die Städte Hennef, Lohmar, Niederkassel, Sankt Augustin, Siegburg und Troisdorf sowie für die Gemeinden Eitorf, Much, Neunkirchen-Seelscheid und Ruppichteroth im rechtsrheinischen Teil des Rhein-Sieg-Kreises zuständig ist. In dem 588 km² großen Gerichtsbezirk leben rund 350.000 Menschen. Außerdem ist das Amtsgericht Siegburg für die Landwirtschaftssachen der Amtsgerichtsbezirke Bonn, Königswinter, Rheinbach und Siegburg zuständig.

## Übergeordnete Gerichte
Das dem Amtsgericht Siegburg übergeordnete Landgericht ist das Landgericht Bonn, das wiederum dem Oberlandesgericht Köln untersteht.

## Geschichte
Mit der Neuordnung der Gerichtsorganisation im Großherzogtum Berg wurde Ende 1811 das Friedensgericht Siegburg als Gericht erster Instanz eingerichtet. Es war dem Tribunal erster Instanz Mülheim am Rhein nachgeordnet. Preußen übernahm 1814 die bergischen Gerichte. Die bisherigen Friedensgerichte blieben bestehen, die Tribunale 1. Instanz wurden in Kreisgerichte umbenannt. Das Friedensgericht Siegburg war nun dem Kreisgericht Mülheim am Rhein zugeordnet. 1820 wurde die Gerichtsorganisation geändert. Die Kreisgerichte wurden nun zu Landgerichten. Das Friedensgericht Siegburg wurde dem Landgericht Köln und ab 1850 dem Landgericht Bonn nachgeordnet. Im Rahmen der Reichsjustizgesetze erfolgte 1879 die Umwandlung in das Amtsgericht Siegburg. Gerichtsgebäude war bis in die 1970er Jahre das „Humperdinck-Haus“ am Markt, am 24. Juni 1971 wurde der heutige Gerichtsbau in der Neue Poststraße vertraglich beschlossen. Das Amtsgericht Siegburg ist über den in fußläufiger Entfernung befindlichen Bahnhof Siegburg/Bonn mit dem Nah- und Fernverkehr, insbesondere auch mit den Flughäfen Köln/Bonn sowie Frankfurt verbunden. Die Autobahnauffahrt Sankt Augustin der BAB 560 befindet sich in unmittelbarer Nähe.

## Richter
- Johann Joseph Heister, Friedensrichter 1838–1849